# Epoka-Universität
Die Epoka-Universität (offiziell: Epoka University; albanisch Universiteti Epoka) ist eine Privatuniversität in der albanischen Hauptstadt Tirana.

## Fakultäten
Die Universität besteht aus drei Fakultäten und bietet Bachelor-, Master- und PhD-Studiengänge in verschiedenen Fachrichtungen an, wobei der Unterrichtssprache hauptsächlich Englisch ist:
- Architektur und Ingenieurwissenschaften
- Wirtschafts- und Verwaltungswissenschaften
- Rechtswissenschaften und Sozialwissenschaften

## Campus
Die Universitätsgebäude liegen weit außerhalb von Tirana im Grünen, südlich des Dorfes Rinas in der Nähe des Flughafens Tirana an der SH60.
Der Campus bietet eine moderne Infrastruktur sowie verschiedene Dienstleistungen für Studierende und Mitarbeiter. Die Universitätsbibliothek bietet Zugang zu digitalen Ressourcen. Auf dem Gelände befindet sich auch ein Studentenwohnheim.

## Geschichte
Die Universität nahm zum akademischen Jahr 2007/2008 den Betrieb auf. 2012 erfolgte eine Umwandlung von einer „Hochschule“ in eine „Universität“ durch einen Beschluss des Ministerrats Albaniens.

## Forschung und Lehre
Die Strategien der Epoka-Universität basieren auf dem Dreieck „Bildung, Forschung und Beitrag zur Gesellschaft“. Die Universität verfügt über vier Forschungszentren. Um Forschung und gesellschaftlichen Beitrag zu fördern, hat die Epoka Kooperationsvereinbarungen mit internationalen und nationalen Institutionen und Hochschulen unterzeichnet.
Epoka ist eine säkulare Universität, die keine Humanwissenschaften anbietet, und steht der Gülen-Bewegung nahe, die seit 1992 in Albanien aktiv ist, in der Türkei 2015 als FETÖ verboten wurde und mehrere Bildungseinrichtungen über die Turgut Özal Education Company betreibt. Die Epoka-Universität arbeitet mit der Bedër-Universität zusammen.
Die Epoka-Universität betreibt einen regen Austausch mit ausländischen Universitäten. Sie erfüllt vollständig die Anforderungen des Bologna-Prozesses. Rund ein Fünftel des Lehrpersonals der Universität stammen aus dem Ausland. Es bestehen Kooperationen mit weiteren Universitäten in Aserbaidschan, Bosnien-Herzegowina, Georgien, dem Irak, Italien, Kasachstan, Kirgistan, Nordmazedonien, der Schweiz und den USA. Zudem ist sie Mitglied internationaler Organisationen wie AACSB und der European University Association.